# Рада (видавництво)
«Рада» — видавництво в Тернополі.

## Історія
Створене Тернопільською обласною радою у вересні 2004 на базі редакції інформаційно-методичного вісника «Рада». Засноване для забезпечення потреб депутатів обласної ради і рад інших рівнів, органів місцевого самоврядування й місцевих органів виконавчої влади інформаційно-методичними та довідковими матеріалами.
Директор — Богдан Ничик.
На замовлення органів місцевого самоврядування та виконавчої влади, інших юридичних, а також фізичних осіб видавництво здійснює повний комплекс робіт із випуску книг, брошур, буклетів, інформаційних листків тощо.

## Видання
Вийшли книги
- «350 українських пісень» (2005),
- «Збірник наукових праць НТШ» (Т. 1; 2004),
- «Спогади про Б. Демківа»,
- Заблуда А. «Етюдослови» (2005),
- Ковальчук П. «Полювання на дика» (2005),
- Лисий С. «Дим золотого перетину» (2004),
- Мельничук Б. «Скрипка від старого» (2004),
- Синюк С. «Троянда в січкарні» (2005),
- Хижняк Б. «Подільська трагедія» (2006),
- Чорноус О. «Життя — це пісня» (2007) та інші.
- Шпорчук П. «Фатум» (2005),